# Omorgus eyrensis
Omorgus eyrensis är en skalbaggsart som beskrevs av Blackburn 1904. Omorgus eyrensis ingår i släktet Omorgus och familjen knotbaggar. Inga underarter finns listade i Catalogue of Life.